# Vemi
Vemi is een Nederlandse fabrikant van modelauto's.
Vemi maakt miniatuurbussen voor de modeltrein. Men maakt daarbij gebruik van de H0 (half nul) schaal. Het bekendste voorbeeld van haar producten is de Den Oudsten Alliance bus.
Vemi is begonnen als een uit de hand gelopen hobby die in 1996 een echt bedrijf werd.